# 奧利弗峰 (維多利亞地)
奧利弗峰（英語：Oliver Peak）是南極洲的山峰，位於維多利亞地，海拔高度2,410米，屬於阿斯加德山脈的一部分，由美國南極名稱諮詢委員命名，現由南極條約體系管理。